# Atalanta Bergamasca Calcio 2005-2006
Questa voce raccoglie le informazioni riguardanti l'Atalanta Bergamasca Calcio nelle competizioni ufficiali della stagione 2005-2006.

## Stagione
Nella stagione 2005-2006 l'Atalanta vuole risalire immediatamente in Serie A dopo la retrocessione della stagione precedente, così la dirigenza decide di affidare la panchina all'allenatore emergente Stefano Colantuono. La squadra nerazzurra costruisce la promozione nel girone d'andata, dove vince tutte e 10 le partite casalinghe: rendimento molto meno costante in trasferta, dove gli orobici ottengono i 3 punti in due sole occasioni (all'esordio in campionato contro il Cesena e in casa della Cremonese).
Nel girone di ritorno l'Atalanta consolida la prima posizione in classifica, conquistando la matematica promozione il 6 maggio 2006 sul campo del Catanzaro.
In Coppa Italia l'Atalanta disputa tutte le gare delle eliminatorie estive in Toscana, battendo nell'ordine Massese, Pisa (squadre di Serie C1) e Siena (formazione di categoria superiore). Agli ottavi i nerazzurri trovano l'Udinese: l'illusoria vittoria per 1-0 della gara d'andata viene ribaltata dai bianconeri nel return match.

## Organigramma societario
Area direttiva
- Presidente: Ivan Ruggeri
- Amministratore delegato: cav. Isidoro Fratus
- Direttore generale: Roberto Zanzi

Area organizzativa
- Segretario generale: Luca Befani
- Team manager: Alberto Marangon

Area tecnica
- Direttore sportivo: Gabriele Messina
- Allenatore: Stefano Colantuono
- Vice allenatore: Valter Bonacina e Gabriele Matricciani
- Preparatori atletici: Marco Montesanto e Giorgio D'Urbano
- Preparatore dei portieri: Nello Malizia

Area sanitaria
- Responsabile sanitario: Bruno Sgherzi
- Medico sociale: Claudio Rigo
- Ortopedico: Aristide Cobelli
- Massaggiatori: Marcello Ginami, Renato Gotti

## Rosa
| N. |                    | Ruolo | Calciatore          |
| -- | ------------------ | ----- | ------------------- |
| 2  | Italia (bandiera)  | D     | Ernesto Terra       |
| 3  | Brasile (bandiera) | D     | Adriano da Silva    |
| 4  | Italia (bandiera)  | C     | Nicola Mingazzini   |
| 5  | Italia (bandiera)  | C     | Davide Bombardini   |
| 6  | Italia (bandiera)  | D     | Gianpaolo Bellini   |
| 7  | Italia (bandiera)  | C     | Michele Marcolini   |
| 8  | Italia (bandiera)  | C     | Antonino Bernardini |
| 9  | Croazia (bandiera) | A     | Igor Budan          |
| 10 | Italia (bandiera)  | A     | Nicola Ventola      |
| 13 | Italia (bandiera)  | D     | Duccio Innocenti    |
| 15 | Italia (bandiera)  | D     | Simone Loria        |
| 16 | Italia (bandiera)  | D     | Claudio Rivalta     |
| 17 | Italia (bandiera)  | P     | Andrea Consigli     |
| 18 | Italia (bandiera)  | C     | Riccardo Montolivo  |
| 18 | Italia (bandiera)  | P     | Andrea Ivan         |
| 19 | Italia (bandiera)  | C     | Luca Ariatti        |
| 21 | Italia (bandiera)  | C     | Andrea Lazzari      |

| N. |                   | Ruolo | Calciatore          |
| -- | ----------------- | ----- | ------------------- |
| 22 | Italia (bandiera) | A     | Christian Tiboni    |
| 23 | Italia (bandiera) | D     | Daniele Capelli     |
| 24 | Italia (bandiera) | C     | Alessio Manzoni     |
| 25 | Italia (bandiera) | D     | Dario Bergamelli    |
| 26 | Italia (bandiera) | C     | Giulio Migliaccio   |
| 27 | Italia (bandiera) | P     | Alex Calderoni      |
| 28 | Italia (bandiera) | A     | Alberto Filippini   |
| 29 | Italia (bandiera) | A     | Riccardo Zampagna   |
| 30 | Italia (bandiera) | A     | Luca Saudati        |
| 31 | Italia (bandiera) | D     | Manuel Cilona       |
| 34 | Italia (bandiera) | A     | Marino Defendi      |
| 35 | Italia (bandiera) | C     | Luisito Campisi     |
| 76 | Italia (bandiera) | C     | Luis Fernando Centi |
| 78 | Italia (bandiera) | C     | Antonino D'Agostino |
| 86 | Italia (bandiera) | A     | Pablo Osvaldo       |
| 87 | Canada (bandiera) | A     | Andrea Lombardo     |
| 99 | Italia (bandiera) | A     | Andrea Soncin       |

## Calciomercato

### Sessione estiva
| Acquisti | Acquisti            | Acquisti       | Acquisti          |
| R.       | Nome                | da             | Modalità          |
| -------- | ------------------- | -------------- | ----------------- |
| P        | Andrea Ivan         |                | svincolato        |
| D        | Michele Canini      | Sambenedettese | fine prestito     |
| D        | Simone Loria        | Cagliari       | compartecipazione |
| D        | Thomas Manfredini   | Udinese        | compartecipazione |
| D        | Ernesto Terra       | Pescara        | compartecipazione |
| C        | Antonino D'Agostino | Treviso        | compartecipazione |
| C        | Luca Ariatti        | Fiorentina     | compartecipazione |
| C        | Davide Bombardini   | Salernitana    | compartecipazione |
| A        | Gianni Comandini    | Lecce          | fine prestito     |
| A        | Andrea Lombardo     | Perugia        | prestito          |
| A        | Luca Saudati        | Empoli         | fine prestito     |
| A        | Andrea Soncin       | Ascoli         | compartecipazione |
| A        | Nicola Ventola      |                | svincolato        |

| Cessioni | Cessioni           | Cessioni   | Cessioni                   |
| R.       | Nome               | a          | Modalità                   |
| -------- | ------------------ | ---------- | -------------------------- |
| P        | Nicholas Caglioni  | Messina    | compartecipazione          |
| P        | Massimo Taibi      |            | svincolato                 |
| D        | Michele Canini     | Cagliari   | definitivo (5 milioni €)   |
| D        | Stefano Lorenzi    | Treviso    | compartecipazione          |
| D        | Thomas Manfredini  | Rimini     | prestito                   |
| D        | Marco Motta        | Udinese    | compartecipazione          |
| D        | Cesare Natali      | Udinese    | compartecipazione          |
| D        | Luigi Sala         | Sampdoria  | definitivo (500.000 €)     |
| D        | Mariano Stendardo  | Genoa      | compartecipazione          |
| C        | Massimo Gotti      | Udinese    | compartecipazione          |
| C        | Riccardo Montolivo | Fiorentina | definitivo (5.5 milioni €) |
| C        | Biagio Pagano      | Bari       | compartecipazione          |
| A        | Lampros Choutos    | Inter      | fine prestito              |
| A        | Stephen Makinwa    | Lazio      | definitivo (7.5 milioni €) |
| A        | Davide Sinigaglia  | Arezzo     | fine prestito              |

### Sessione invernale
| Acquisti | Acquisti            | Acquisti | Acquisti          |
| R.       | Nome                | a        | Modalità          |
| -------- | ------------------- | -------- | ----------------- |
| C        | Luis Fernando Centi | Livorno  | compartecipazione |
| A        | Pablo Osvaldo       | Huracán  | compartecipazione |
| A        | Riccardo Zampagna   | Messina  | compartecipazione |

| Cessioni | Cessioni                 | Cessioni | Cessioni                 |
| R.       | Nome                     | a        | Modalità                 |
| -------- | ------------------------ | -------- | ------------------------ |
| D        | Natale Gonnella          | Pescara  | compartecipazione        |
| D        | Duccio Innocenti         | Messina  | prestito                 |
| D        | Gleison Pinto dos Santos |          | svincolato               |
| D        | Fabio Rustico            |          | fine carriera            |
| C        | Nicola Mingazzini        | Bologna  | definitivo (1 milione €) |
| A        | Gianni Comandini         |          | svincolato               |
| A        | Luca Saudati             | Lecce    | prestito                 |

## Serie B

### Girone di andata
| Arbitro: | Preschern (Mestre) |

|  |           |                         |
|  | Marcatori | 45’ Saudati 85’ Defendi |

| Arbitro: | Gabriele (Frosinone) |

|                                       |           |                           |
| Soncin 41’ Bernardini 44’ Bellini 80’ | Marcatori | 38’ Adaílton 77’ Sforzini |

| Arbitro: | Bertini (Arezzo) |

|                                    |           |  |
| Cacia 17’ Campagnaro 37’ Ganci 77’ | Marcatori |  |

| Arbitro: | Brighi (Cesena) |

|             |           |  |
| Lazzari 51’ | Marcatori |  |

| Arbitro: | Farina (Novi Ligure) |

|                       |           |              |
| Ventola 19’ Loria 55’ | Marcatori | 61’ Stellone |

| Arbitro: | Paparesta (Bari) |

|                                     |           |           |
| Spinesi 18’, 45’, 51’ Caserta 90+3’ | Marcatori | 54’ Terra |

| Arbitro: | Squillace (Catanzaro) |

|                         |           |  |
| Lazzari 54’ Defendi 76’ | Marcatori |  |

| Arbitro: | Rodomonti (Roma) |

|            |           |  |
| Cioffi 42’ | Marcatori |  |

| Arbitro: | Tombolini (Ancona) |

|                  |           |  |
| Ventola 28’, 57’ | Marcatori |  |

| Arbitro: | Pantana (Macerata) |

|                          |           |            |
| Sibilano 27’ Gazzi 90+3’ | Marcatori | 16’ Soncin |

| Arbitro: | Preschern (Mestre) |

|              |           |  |
| Scarlato 72’ | Marcatori |  |

| Arbitro: | Tagliavento (Terni) |

|            |           |  |
| Ventola 1’ | Marcatori |  |

| Arbitro: | Squillace (Catanzaro) |

|                              |           |                             |
| González 2’ Carbone 11’, 90’ | Marcatori | 29’ Ventola 32’, 73’ Soncin |

| Arbitro: | Lops (Torino) |

|                                      |           |  |
| Loria 69’ Saudati 78’ Bombardini 83’ | Marcatori |  |

| Arbitro: | Dondarini (Finale Emilia) |

|  |           |                |
|  | Marcatori | 83’ Migliaccio |

| Arbitro: | Romeo (Verona) |

|                        |           |  |
| Ventola 43’ Soncin 84’ | Marcatori |  |

| Arbitro: | Dattilo (Locri) |

|                |           |  |
| Possanzini 30’ | Marcatori |  |

| Arbitro: | Rocchi (Firenze) |

|                                       |           |            |
| Marcolini 43’ Rivalta 73’ Ventola 85’ | Marcatori | 27’ Corona |

| Arbitro: | Dondarini (Finale Emilia) |

|                               |           |  |
| Raimondi 36’ Floro Flores 78’ | Marcatori |  |

| Arbitro: | Romeo (Verona) |

|                                   |           |  |
| Ariatti 52’ Loria 63’ Saudati 86’ | Marcatori |  |

| Arbitro: | Rocchi (Firenze) |

|                      |           |                            |
| Tisci 20’ Bucchi 70’ | Marcatori | 53’ D'Agostino 64’ Ventola |

### Girone di ritorno
| Arbitro: | Morganti (Finale Emilia) |

|                        |           |                              |
| Rivalta 6’ Ventola 68’ | Marcatori | 11’ Ciaramitaro 44’ Bernacci |

| Arbitro: | De Santis (Roma) |

|  |           |             |
|  | Marcatori | 45’ Lazzari |

| Arbitro: | Ciampi (Roma) |

|                        |           |               |
| Loria 61’ Zampagna 82’ | Marcatori | 75’ Margiotta |

| Arbitro: | Girardi (San Donà di Piave) |

|                  |           |                            |
| Tulli 68’ (rig.) | Marcatori | 11’ Ventola 37’ Migliaccio |

| Arbitro: | Farina (Novi Ligure) |

|                 |           |                  |
| Rosina 20’, 82’ | Marcatori | 67’, 71’ Ventola |

| Arbitro: | Dondarini (Finale Emilia) |

|             |           |                      |
| Defendi 38’ | Marcatori | 52’ Biso 76’ Mascara |

| Terni 7 febbraio 2006, ore 16:00 CET 28ª giornata | Ternana          | 0 – 0 | Atalanta | Stadio Libero Liberati (2.980 spett.)\| Arbitro: \| Bertini (Arezzo) \| |
| Arbitro:                                          | Bertini (Arezzo) |       |          |                                                                         |

| Arbitro: | Trefoloni (Siena) |

|                            |           |             |
| Rivalta 47’ D'Agostino 88’ | Marcatori | 26’ Lanzara |

| Arbitro: | Rosetti (Torino) |

|                         |           |                            |
| Poloni 45’ Regonesi 65’ | Marcatori | 5’, 50’ Zampagna 57’ Loria |

| Arbitro: | Palanca (Roma) |

|                    |           |  |
| Ventola 36’ (rig.) | Marcatori |  |

| Arbitro: | Bertini (Arezzo) |

|             |           |  |
| Defendi 75’ | Marcatori |  |

| Arbitro: | Rosetti (Torino) |

|           |           |             |
| Zauli 48’ | Marcatori | 70’ Ventola |

| Arbitro: | Brighi (Cesena) |

|               |           |  |
| Marcolini 73’ | Marcatori |  |

| Rimini 1º aprile 2006, ore 16:00 CEST 35ª giornata | Rimini                      | 0 – 0 | Atalanta | Stadio Romeo Neri (6.553 spett.)\| Arbitro: \| Girardi (San Donà di Piave) \| |
| Arbitro:                                           | Girardi (San Donà di Piave) |       |          |                                                                               |

| Arbitro: | Bergonzi (Genova) |

|                         |           |  |
| Lazzari 46’ Ventola 55’ | Marcatori |  |

| Avellino 22 aprile 2006, ore 20:45 CEST 37ª giornata | Avellino            | 0 – 0 | Atalanta | Stadio Partenio (8.699 spett.)\| Arbitro: \| Tagliavento (Terni) \| |
| Arbitro:                                             | Tagliavento (Terni) |       |          |                                                                     |

| Arbitro: | Farina (Novi Ligure) |

|                       |           |  |
| Loria 9’ Zampagna 42’ | Marcatori |  |

| Arbitro: | Ayroldi (Molfetta) |

|            |           |                   |
| Teoldi 52’ | Marcatori | 21’, 53’ Zampagna |

| Arbitro: | Racalbuto (Gallarate) |

|                        |           |  |
| Adriano 47’ Soncin 89’ | Marcatori |  |

| Arbitro: | Brighi (Cesena) |

|                             |           |                        |
| Cammarata 50’ Bonfiglio 70’ | Marcatori | 62’ Soncin 81’ Osvaldo |

| Arbitro: | Bergonzi (Genova) |

|  |           |                   |
|  | Marcatori | 84’ (rig.) Bucchi |

## Coppa Italia
| Arbitro: | Trefoloni (Siena) |

|  |           |            |
|  | Marcatori | 57’ Soncin |

| Arbitro: | Pantana (Macerata) |

|  |           |           |
|  | Marcatori | 81’ Loria |

| Arbitro: | Bergonzi (Genova) |

|  |           |                                         |
|  | Marcatori | 18’, 41’ Soncin 59’ Lazzari 73’ Defendi |

| Arbitro: | Paparesta (Torino) |

|                |           |  |
| D'Agostino 53’ | Marcatori |  |

| Arbitro: | Tagliavento (Terni) |

|                                          |           |             |
| Mauri 17’ Pieri 78’ Di Natale 81’ (rig.) | Marcatori | 69’ Ariatti |

## Statistiche

### Statistiche di squadra
| Competizione | Punti | In casa | In casa | In casa | In casa | In casa | In casa | In trasferta | In trasferta | In trasferta | In trasferta | In trasferta | In trasferta | Totale | Totale | Totale | Totale | Totale | Totale | DR  |
| Competizione | Punti | G       | V       | N       | P       | Gf      | Gs      | G            | V            | N            | P            | Gf           | Gs           | G      | V      | N      | P      | Gf     | Gs     | DR  |
| ------------ | ----- | ------- | ------- | ------- | ------- | ------- | ------- | ------------ | ------------ | ------------ | ------------ | ------------ | ------------ | ------ | ------ | ------ | ------ | ------ | ------ | --- |
| Serie B      | 81    | 21      | 18      | 1       | 2       | 38      | 11      | 21           | 6            | 8            | 7            | 23           | 28           | 42     | 24     | 9      | 9      | 61     | 39     | +22 |
| Coppa Italia | -     | 1       | 1       | 0       | 0       | 1       | 0       | 4            | 3            | 0            | 1            | 7            | 3            | 5      | 4      | 0      | 1      | 8      | 3      | +5  |
| Totale       | -     | 22      | 19      | 1       | 2       | 39      | 11      | 25           | 9            | 8            | 8            | 30           | 31           | 47     | 28     | 9      | 10     | 69     | 42     | +27 |

### Statistiche dei giocatori
| Giocatore     | Serie B  | Serie B | Serie B     | Serie B    | Coppa Italia | Coppa Italia | Coppa Italia | Coppa Italia | Totale   | Totale | Totale      | Totale     |
| Giocatore     | Presenze | Reti    | Ammonizioni | Espulsioni | Presenze     | Reti         | Ammonizioni  | Espulsioni   | Presenze | Reti   | Ammonizioni | Espulsioni |
| ------------- | -------- | ------- | ----------- | ---------- | ------------ | ------------ | ------------ | ------------ | -------- | ------ | ----------- | ---------- |
| Adriano       | 35       | 1       | 6           | 0          | 3            | 0            | 0            | 0            | 38       | 1      | 6           | 0          |
| L. Ariatti    | 40       | 1       | 8           | 1          | 3            | 1            | 1            | 0            | 43       | 2      | 9           | 1          |
| G. Bellini    | 30       | 1       | 8           | 0          | 5            | 0            | 0            | 0            | 35       | 1      | 8           | 0          |
| D. Bergamelli | 1        | 0       | 0           | 0          | -            | -            | -            | -            | 1        | 0      | 0           | 0          |
| A. Bernardini | 30       | 1       | 6           | 0          | 4            | 0            | 0            | 0            | 34       | 1      | 6           | 0          |
| D. Bombardini | 25       | 1       | 8           | 1          | 1            | 0            | 0            | 0            | 26       | 1      | 8           | 1          |
| I. Budan      | 8        | 0       | 0           | 0          | 1            | 0            | 0            | 0            | 9        | 0      | 0           | 0          |
| A. Calderoni  | 39       | 0       | 3           | 0          | 3            | 0            | 0            | 0            | 42       | 0      | 3           | 0          |
| L. Campisi    | 1        | 0       | 0           | 0          | 2            | 0            | 0            | 0            | 3        | 0      | 0           | 0          |
| D. Capelli    | 16       | 0       | 3           | 0          | 4            | 0            | 2            | 0            | 20       | 0      | 5           | 0          |
| L. Centi      | 5        | 1       | 0           | 0          | 5            | 0            | 0            | 0            | 10       | 1      | 0           | 0          |
| M. Cilona     | -        | -       | -           | -          | 1            | 0            | 0            | 0            | 1        | 0      | 0           | 0          |
| A. Consigli   | -        | -       | -           | -          | -            | -            | -            | -            | -        | -      | -           | -          |
| A. D'Agostino | 21       | 2       | 4           | 0          | 2            | 1            | 0            | 0            | 23       | 3      | 4           | 0          |
| M. Defendi    | 31       | 4       | 1           | 0          | 4            | 1            | 0            | 0            | 35       | 5      | 1           | 0          |
| A. Filippini  | 1        | 0       | 1           | 0          | 1            | 0            | 0            | 0            | 2        | 0      | 1           | 0          |
| D. Innocenti  | 6        | 0       | 3           | 0          | 4            | 0            | 0            | 0            | 10       | 0      | 3           | 0          |
| A. Ivan       | 4        | 0       | 0           | 0          | 2            | 0            | 0            | 0            | 6        | 0      | 0           | 0          |
| A. Lazzari    | 30       | 4       | 2           | 0          | 4            | 1            | 0            | 0            | 34       | 5      | 2           | 0          |
| A. Lombardo   | 1        | 0       | 0           | 0          | -            | -            | -            | -            | 1        | 0      | 0           | 0          |
| S. Loria      | 35       | 6       | 8           | 0          | 3            | 1            | 0            | 0            | 38       | 7      | 8           | 0          |
| A. Manzoni    | 1        | 0       | 1           | 0          | 1            | 0            | 0            | 0            | 2        | 0      | 1           | 0          |
| M. Marcolini  | 28       | 2       | 7           | 0          | -            | -            | -            | -            | 28       | 2      | 7           | 0          |
| G. Migliaccio | 31       | 2       | 8           | 1          | 4            | 0            | 2            | 0            | 35       | 2      | 10          | 1          |
| N. Mingazzini | 17       | 0       | 6           | 2          | 3            | 0            | 0            | 0            | 20       | 0      | 6           | 2          |
| R. Montolivo  | -        | -       | -           | -          | 2            | 0            | 2            | 0            | 2        | 0      | 2           | 0          |
| P. Osvaldo    | 3        | 1       | 0           | 0          | -            | -            | -            | -            | 3        | 1      | 0           | 0          |
| C. Rivalta    | 32       | 3       | 8           | 1          | 2            | 0            | 0            | 0            | 34       | 3      | 8           | 1          |
| L. Saudati    | 12       | 3       | 1           | 0          | 2            | 0            | 0            | 0            | 14       | 3      | 1           | 0          |
| A. Soncin     | 31       | 7       | 3           | 0          | 4            | 3            | 0            | 0            | 35       | 10     | 3           | 0          |
| E. Terra      | 20       | 1       | 6           | 0          | 2            | 0            | 1            | 0            | 22       | 1      | 7           | 0          |
| C. Tiboni     | 1        | 0       | 0           | 0          | 1            | 0            | 0            | 0            | 2        | 0      | 0           | 0          |
| N. Ventola    | 35       | 15      | 4           | 1          | 2            | 0            | 0            | 1            | 37       | 15     | 4           | 2          |
| R. Zampagna   | 16       | 6       | 1           | 1          | -            | -            | -            | -            | 16       | 6      | 1           | 1          |